# Lymantria pusilla
Lymantria pusilla är en fjärilsart som beskrevs av Felder 1874. Lymantria pusilla ingår i släktet Lymantria och familjen tofsspinnare. Inga underarter finns listade i Catalogue of Life.